# Sibley, Iowa
Sibley là một thành phố thuộc quận Osceola, tiểu bang Iowa, Hoa Kỳ. Năm 2010, dân số của thành phố này là 2798 người.

## Dân số
Dân số qua các năm:
- Năm 2000: 2796 người.
- Năm 2010: 2798 người.